# Les Sept Vieillards
Les Sept Vieillards est un poème de Charles Baudelaire publié dans la section Tableaux parisiens des Fleurs du mal.

## Situation
Il s'agit du cinquième poème de la section, et il est, comme le précédent (Le Cygne) et le suivant (Les Petites Vieilles), dédié à Victor Hugo. Notons bien sûr le lien entre le titre de ce poème et celui des Petites Vieilles

## Forme
Le poème est composé de treize strophes d'alexandrins (un chiffre à haute valeur symbolique). Les rimes sont alternées et elles respectent l'alternance entre rimes féminines et rimes masculines.